# Jugendstrafvollzugsanstalt Regis-Breitingen
Die Jugendstrafvollzugsanstalt (JSA) Regis-Breitingen ist eine Justizvollzugsanstalt in Regis-Breitingen in Sachsen. Sie ist für 340 Insassen ausgelegt.

## Lage
Die Jugendstrafvollzugsanstalt Regis-Breitingen liegt südlich von Leipzig zwischen Borna und Altenburg in Regis-Breitingen südlich des Kulturparks Deutzen zwischen der Kreisstraße 7932 und dem Speicherbecken Borna in der Deutzener Straße.

## Geschichte
Bereits 1957 wurde eine Vollzugseinrichtung auf dem Gelände eines ehemaligen Braunkohletagebaus erbaut. Sie wurde 1992 vom Sächsischen Staatsministerium der Justiz geschlossen. 1996 und 1997 wurde die stillgelegte Anstalt zurückgebaut. Der Baubeginn für die neue Jugendanstalt war im Oktober 2004 und die Grundsteinlegung durch den damaligen Justizminister Geert Mackenroth erfolgte im März 2005. Die Einweihung der Jugendstrafvollzugsanstalt fand am 5. Oktober 2007 statt.

## Zweck
Nach eigenen Angaben ist die Jugendstrafvollzugsanstalt Regis-Breitingen „zuständig für den Vollzug der Jugendstrafe an männlichen Verurteilten in Sachsen […] Zu den Aufgaben […] gehören die sichere Unterbringung von Jugendstrafgefangenen ebenso, wie deren Erziehung und Befähigung, zukünftig ein straffreies Leben in sozialer Verantwortung zu führen.“ 200 Mitarbeiter unter der Leitung von Regierungsdirektor Uwe Hinz betreuen die Gefangenen der Anstalt, die insgesamt 283 Haftplätze im geschlossenen Vollzug, 30 Haftplätze im offenen Vollzug, 20 Jugendarrestplätze im offenen Vollzug und 14 Vollzugsplätze in freien Formen aufweist.